# 福井県立科学技術高等学校
福井県立科学技術高等学校（ふくいけんりつ かがくぎじゅつこうとうがっこう、英: Fukui Prefectural High School of Science and Technology）は、福井県福井市下江守町にある公立の工業高等学校。通称は「科技高（かぎこう）」。

## 設置学科
- 機械システム科
- 化学創造科（2022年4月に化学システム科から学科改編）
- 産業デザイン科（2022年4月にテキスタイルデザイン科から学科改編）
- 電子電気科
- 情報工学科
- 化学システム科（学科改編により2024年3月末閉科予定）
- テキスタイルデザイン科（学科改編により2024年3月末閉科予定）

## 主に習得できる資格試験・検定

### 機械システム科
- 三級技能士
  - 機械加工普通旋盤作業
  - 機械加工マシニングセンター作業
  - 機械検査
- JIS溶接技能者基本級
- 初級CADトレース技士
- 二級ボイラー技士
- 第二種電気工事士
- 危険物取扱者
- 基礎機械製図検定
- 初級CAD検定
- 計算技術検定
- 情報技術検定

### 化学システム科
- 危険物取扱者
- 二級ボイラー技士
- 公害防止管理者
- 毒物劇物取扱責任者
- 火薬類取扱保安責任者
- 化学分析技能検定
- 計算技術検定
- 情報技術検定

### 産業デザイン科
- レタリング検定
- 色彩検定
- POP広告クリエーター技能審査試験
- 織物設計検定
- illustrator クリエイター能力認定試験
- ワープロ・表計算検定

### 電子電気科
- 第一種電気工事士
- 第二種電気工事士
- 第三種電気主任技術者
- 危険物取扱者
- 消防設備士
- 電気施工技術者
- 二級電気工事施工管理技術検定試験

### 情報工学科
- ITパスポート試験
- 情報セキュリティマネジメント試験
- 基本情報技術者試験
- 応用情報技術者試験
- 第二種電気工事士
- 工事担任者DD1種、AI1種、総合種
- 無線従事者
- 危険物取扱者
- 情報技術検定
- 計算技術検定
- パソコン入力スピード認定試験

```
福井県立科学技術高等学校
より引用
```

## 沿革
- 1907年（明治40年）- 福井県工業講習所として創立。染織科（本科・簡易科・特別科の3科編制）。
- 1915年（大正4年）- 福井県立工業学校と改称、染色科（本科・予科の2学級を編制）。
- 1937年（昭和12年）- 機械科を設置。
- 1942年（昭和17年）- 機械実習工場落成。
- 1945年（昭和20年）- 福井空襲により校舎焼失。
- 1946年（昭和21年）- 校舎復旧移築。
- 1947年（昭和22年） 
  - 4月 - 福井県立農業学校と統合し、福井県立第二高等学校（現・福井県立高志高等学校）と改称（工業課程：機械科・工業化学科・紡織科・色染科、農業課程：農科・林科・家庭科）。
  - 10月26日 - 昭和天皇が行幸（昭和天皇の戦後巡幸の一環）[1]。
- 1949年（昭和24年）- 福井第二高等学校から工業課程を分離して福井県立福井第一高等学校（現・福井県立藤島高等学校）と統合。
- 1957年（昭和32年）- 福井第一高等学校から工業課程を分離し、福井県立福井工業高等学校として山奥町に開校（機械科・工業化学科・繊維工業科（繊維機械コース、色染化学コース））、教育目標を制定「よりよき社会をつくる人となろう」。
- 1974年（昭和49年）- 福井県立科学技術高等学校と改称（機械工学科・電子工学科・情報技術科・繊維工学科・環境化学科・金属工学科・色染化学科・衛生看護科の8学科を設置）。
- 1993年（平成5年）4月 - 化学システム科・テキスタイルデザイン科を設置（7学科体制）。
- 1996年（平成8年）4月 - 機械システム科・電子電気科・情報工学科を設置（6学科体制）。
- 2001年（平成13年）4月 - 衛生看護科募集停止（5学科体制）。
- 2007年（平成19年）- 創立100周年記念モニュメント除幕式、創立100周年記念事業メディアホール新設落成式。
- 2022年（令和4年）4月 - 化学システム科を化学創造科に、テキスタイルデザイン科を産業デザイン科に学科改編。

## 部活動
本校は部活動が非常に盛んであり、特に、男子新体操部、自転車競技部は全国高校総体などの入賞などの高い実績がある。
- 運動部 - 陸上競技、野球、サッカー、バレーボール、バスケットボール、テニス、自転車、射撃、弓道、柔道、卓球、新体操
- 文化部 - 放送、応用化学、デザイン、電子技術、情報技術、茶華道、美術、メカトロニクス、ボランティア、ESS

## 校歌
作詞：勝承夫、作曲：高木東六

## 所在地
〒918-8037 福井県福井市下江守町28

## アクセス
- 京福バス
  - 73・74系統（清水グリーンライン線）、76系統（西田中・宿堂線）「科学技術高校入口」下車、約450 m。
  - 70・71系統（運動公園線）「運動公園南口」下車、約650 m。
  - いずれも北陸新幹線・ハピラインふくい線・えちぜん鉄道三国芦原線 福井駅（西口）発着。越前市方面から福井鉄道福武線利用の場合は福井駅停留場のほか、73・74・76系統は赤十字前駅より約350 mの福井赤十字病院構内にある「赤十字病院」、71系統はベル前駅より約250 mのショッピングシティベル北面にある「ベル前」からも利用可能。

## 著名な卒業生
- 見附拓摩 - 爽快パンク
- 長坂真護 - 社会活動家、アーティスト
- 伊原弘幸 - 競輪選手
- 中島康晴 - 自転車ロードレース選手
- 脇本雄太 - 競輪選手
- 川上奈々美 - AV女優
- 寺崎浩平 - 競輪選手
- 西村まどか - タレント、女優、ファッションモデル
- 市田龍生都 - 競輪選手